# 圖古塔爾普
圖古塔爾普是土耳其的城鎮，由馬尼薩省負責管轄，位於該國西部，距離首府馬尼薩97公里，始建於1877年，海拔高度130米.图古塔尔普由现今位于保加利亚的的穆斯林人于1877年俄土战争（1877-1878年）期间建立。在苏丹的提议下，该定居点被命名为图古塔尔普（ Turgut Alp是奥斯曼帝国的早期加齐人之一）。主要農產品有煙草、棉花、橄欖、番茄和小麥，2011年人口9,838。